# National Mall

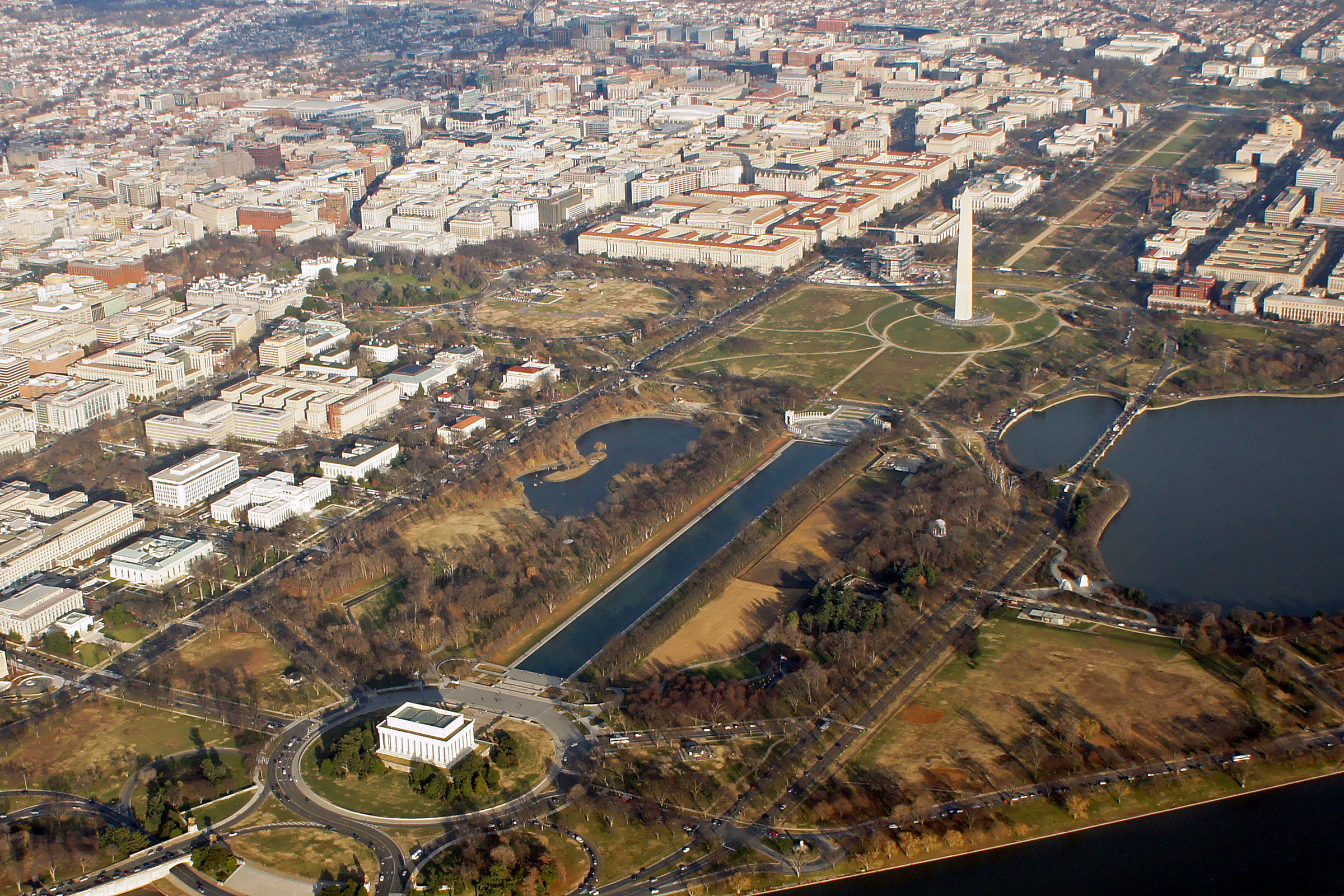
Flygfoto från sydväst.

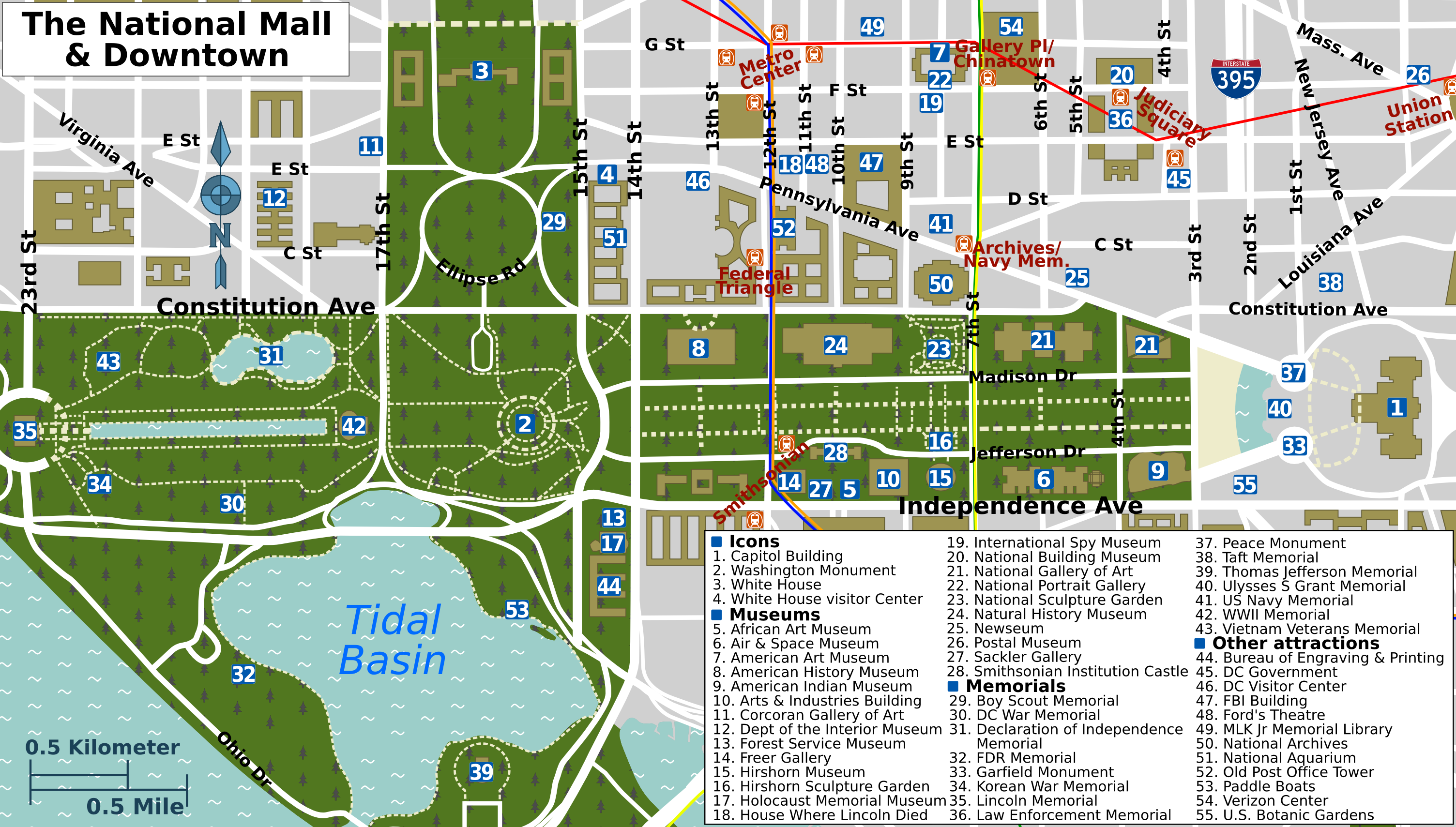
Karta över National Mall.

National Mall är ett stort grönområde i centrala Washington D.C. som sträcker sig från Vita huset i norr ner via Washingtonmonumentet till Jeffersonmonumentet vid Potomacfloden. I östlig riktning sträcker sig National Mall från Lincolnmonumentet till Kapitolium, sätet för USA:s kongress. Området är en nationalpark och förvaltas av National Park Service och allmän ordning och säkerhet upprätthålls av United States Park Police.

## Beskrivning
I området söder och öster om Washingtonmonumentet finns de flesta av monumenten över amerikanska presidenter exempelvis Franklin Delano Roosevelt Memorial. Bland övriga monument och krigsminnesmärken finns National World War II Memorial, Korean War Veterans Memorial, Vietnam Veterans Memorial, DC World War I Memorial, John Ericsson National Memorial och Albert Einstein Memorial.
Mellan Washingtonmonumentet och Kapitolium finns flera museer som ingår i Smithsonian Institution, däribland Arthur M. Sackler Gallery, Hirshhorn Museum and Sculpture Garden, National Air and Space Museum, National Museum of African Art, National Museum of American History, National Museum of Natural History och National Museum of the American Indian.